# Kepler-5
Kepler-5 — звезда, которая находится в созвездии Лебедь. Вокруг звезды обращается, как минимум, одна планета.

## Характеристики
Звезда получила наименование Kepler-5, поскольку у неё с помощью космического телескопа Кеплер был обнаружен планетарный компаньон. Масса и диаметр звезды равны 1,3 и 1,7 солнечных соответственно. Возраст Kepler-5 оценивается приблизительно в 3 миллиарда лет. Расстояние до этой звезды - примерно 3580 световых лет

## Планетная система
В 2010 году группой астрономов, работающих в рамках программы Kepler, было объявлено об открытии планеты Kepler-5 b в данной системе.